# Grace Hopper celebración de la mujer en la computación
The Grace Hopper Celebration of Women in Computing (GHC) son una serie de conferencias designadas para traer las investigaciones e intereses profesionales de las mujeres en informática a la vanguardia. Es la más larga recopilación de mujeres en la informática del mundo.  La celebración, llamada por la científica informática Grace Murray Hopper, es organizada por el “Anita Borg Institute for Women and Technology” y la “Association for Computing Machinery”. La conferencia de 2018 se celebró en Houston, Texas en septiembre del 26-28.

## Historia
En 1994, Anita Borg y Telle Whitney fundaron The Grace Hopper Celebration of Women in Computing. Con la idea inicial de crear una conferencia por y para mujeres informáticas. Borg y Whitney se reunieron durante la cena, con una hoja de papel, sin tener idea como empezar una conferencia, y empezaron a planificar su visión. La primera Grace Hopper Celebration of Women in Computing se celebró en Washington D.C, en junio de 1994, y reunió a 500 mujeres técnicas. Más de una decena de conferencias se han llevado a cabo desde 1994 hasta el día de hoy; la segunda fue en 1997 y las conferencias han sido llevadas a cabo anualmente desde 2006. La conferencia agotada en 2010 atrajo a 2147 asistentes de 29 países. Empezando en 2011, la conferencia fue llevada a cabo en un centro de convenciones para acomodar su creciente tamaño.

## Estructura de conferencia
The Grace Hopper Celebration of Women in Computing consiste en la combinación de sesiones técnicas y sesiones de carrera incluyendo sesiones de pósteres, feria de carrera, ceremonia de premios y mucho más. La conferencia cuenta con 650 presentadores. Los presentadores potenciales presentan propuestas para paneles, talleres, presentaciones, sesiones Birds of a Feather,nuevos papeles de investigación, foro phd y sesiones de póster, incluyendo concurso de investigación de estudiantes ACM.

### Pistas
The Grace Hopper Celebration presenta 10 pistas:
- Pista Locutores Técnicos Invitados
- Pista académica
- Pista industrial
- Pista técnica
- Pista de Tema de la conferencia
- Pista estudiantil
- Pista de carrera
- Pista comité directivo/ premios de ganadores
- Pista de Tema técnico
- Sesión plumas de un pájaro

En 2010 presentó pistas destacadas en código abierto e interacción humano-ordenador. La pista de temas técnicos para 2011 se enfocó en la larga escala de la informática.

### Hablantes
La Celebración Grace Hopper presenta a mujeres prominentes en tecnología como Keynote Speakers , panelistas de la sesion plenaria, y locutores técnicos invitados. Los hablantes han incluido: Sheryl Sandberg, Shirley Jackson, Carol Bartz, Duy-Loan Le, Maria Klawe, Frances E. Allen, Mary Lou Jepsen, Barbara Liskov, Susan Landau, Jennifer Mankoff, Susan L. Graham, Melinda Gates, y Fernanda Viegas. Las presentaciones de los locutores están disponibles para verse por Internet después de la conferencia.

### Sesión de póster y Concurso de Investigación Estudiantil ACM
La Celebración Grace Hopper presenta una de los más grandes sesiones de pósteres de cualquier otra conferencia , con más de 175 pósteres. Los presentadores pueden elegir que sus pósteres se consideren para el Concurso de Investigación Estudiantil (SRC, por sus siglas en inglés) de ACM en la celebración de Grace Hopper, el mayor SRC de cualquier conferencia técnica.

### Premios
Los Abie Awards honran a las tecnólogas y a las que apoyan a las mujeres en la tecnología. Hay un total de ocho Premios Abie: el Premio Abie de Liderazgo Técnico, el Premio Abie de Estudiante de Visión, el Premio Abie de Tecnólogo Emergente, el Premio Abie de Educación en honor a A. Richard Newton, el Premio Abie de Impacto Social, el Premio Abie de Emprendimiento Tecnológico, el Premio Abie al Líder emergente en honor a Denice Denton, y premio Abie al agente de cambio. Cada año, se presentan cinco Premios Abie en la celebración de Grace Hopper (el Premio Abie de Liderazgo Técnico y el Premio Abie de Estudiante de Visión se otorgan cada año, mientras que los premios restantes se alternan cada año). Entre los ganadores anteriores de los premios Abie se incluyen Ruzena Bajcsy, BlogHer, Elaine Weyuker y Unoma Ndili Okorafor.

### Talleres de orientación profesional CRA-W
El Comité sobre la Condición de la Mujer en la Investigación de Computación (CRA-W) patrocina una serie de sesiones en la Celebración Grace Hopper dirigida a estudiantes universitarios, graduados e investigadores de carrera temprana. Las sesiones cubren temas tales como postularse a la escuela de posgrado, publicar artículos, establecer contactos, equilibrar la vida laboral y laboral, y más.

### Taller de maestros de computación K-12
Organizado por la Asociación de Maestros de Ciencias de la Computación y el Instituto Anita Borg de Mujeres y Tecnología, el Taller de Maestros de Computación K-12 es un evento de dos días para maestros de K-12, que abarca desafíos y maneras de involucrar a más mujeresen la informática. El taller comenzó en 2009, atrayendo más de 650 solicitudes en su primer año.

### Foro Ejecutivo Técnico
Iniciado en 2007, el Foro Ejecutivo Técnico se reúne con ejecutivos de tecnología de alto nivel para discutir los desafíos y compartir soluciones para reclutar, retener y promover mujeres técnicas. En 2010, 65 ejecutivos asistieron al evento, de empresas como Microsoft, Google y Symantec.

### Cumbre de Mujeres Seniors
La Cumbre de Mujeres Senior es un evento de un día que se lleva a cabo en la celebración de Grace Hopper, que reúne a mujeres de alto nivel para discutir los problemas que enfrentan las mujeres técnicas de alto nivel y proporcionar una plataforma de aprendizaje y creación de redes.

### Día de Código abierto de Grace Hopper
El Día de Código abierto de Grace Hopper se celebró por primera vez en 2011. La inscripción de un día está abierta al público e incluida para todos los asistentes a la conferencia. El evento incluye un código, un taller de desarrollo de habilidades y un espacio de exhibición con proyectos de código abierto.

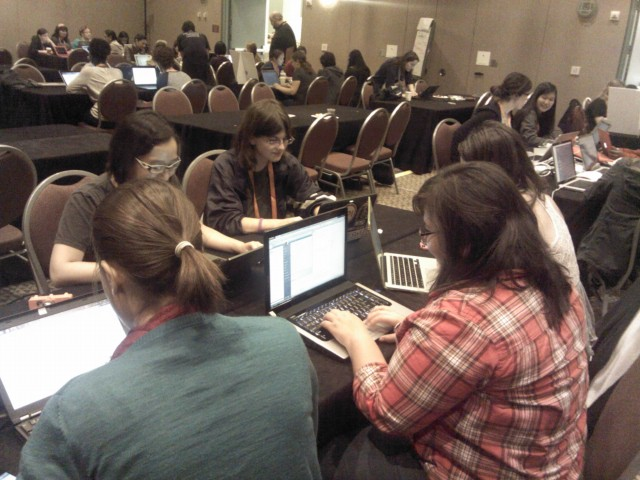
El grupo que colabora en Wikimedia proyectos en Día de Código abierto de Grace Hopper

Las organizaciones participantes han incluido Google Crisis Response, Mozilla, Sahana Software Foundation, la Red entre pares de mujeres, Open Data Kit, Microsoft Disaster Response, OpenHatch, Wikimedia Foundation, E-Democracy, Systers, WordPress y OpenStack.

### Feria de carrera
La celebración de Grace Hopper presenta una feria de carreras con más de 70 compañías de alta tecnología, laboratorios gubernamentales y universidades.

### Becas
Los estudiantes representan aproximadamente la mitad de los asistentes a la celebración de Grace Hopper. El Instituto Anita Borg ofrece becas a estudiantes de pregrado y posgrado para asistir a la conferencia. La beca incluye:
- Inscripción individual para la conferencia de tres días
- Alojamientos de hotel
- Tarjeta de comida para uso en el centro de convención durante la conferencia
- Viaje aéreo
- Estipendio de viaje

En 2010, 321 becas fueron otorgadas. Además de la Beca GHC, el Instituto Anita Borg ofrece el Programa de Asociación con el Colegio ABI-Heinz. Está diseñado para estudiantes que han completado exitosamente su licenciatura, han sido nombrados becarios de GHC por AnitaB.org y están interesados en obtener una maestría del Heinz College en la Universidad Carnegie Mellon. Los becarios de GHC que son aceptados en programas de maestría en la universidad Heinz son elegibles para becas de matrícula de un mínimo de $6,000 por semestre.

### Guardería infantil y sala de madres lactantes.
La celebración de Grace Hopper ofrece cuidado de niños gratuito para todos los asistentes, así como una sala de madres de enfermería en el lugar.

## Lista de Grace Hopper Celebrations
Las celebraciones pasadas y futuras de Grace Hopper incluyen:
| Año  | Ubicación              | Tema                                     | Fecha            | # de asistentes | Enlaces                                                         |
| ---- | ---------------------- | ---------------------------------------- | ---------------- | --------------- | --------------------------------------------------------------- |
| 2019 | Orlando, Florida       |                                          | Octubre 2-4      |                 | Sitio web Archivado el 24 de marzo de 2019 en Wayback Machine.  |
| 2018 | Houston, Texas         |                                          | Septiembre 26–28 | 20,000          | Sitio web                                                       |
| 2017 | Orlando, Florida       |                                          | Octubre 4 – 6    | 18,000          | Sitio web Archivado el 4 de octubre de 2017 en Wayback Machine. |
| 2016 | Houston, Texas         |                                          | Octubre 19 – 21  | 15,000          | Sitio web                                                       |
| 2015 | Houston, Texas         | "Nuestro Tiempo para Dirigir"            | Octubre 14 – 16  | 11,702          | Sitio web                                                       |
| 2014 | Phoenix, Arizona       | "En todas partes. Todo el mundo."        | Octubre 8 – 10   | 7,830           | Sitio web                                                       |
| 2013 | Minneapolis, Minnesota | "Piensa Grande. Impulsa te"              | Octubre 2 – 5    | 4,758           | Sitio web Archivado el 14 de marzo de 2013 en Wayback Machine.  |
| 2012 | Baltimore, Maryland    | “¿Ya llegamos?”                          | Octubre 3 – 6    | 3,592           | Sitio web                                                       |
| 2011 | Portland, Oregón       | “Y si…?”                                 | Noviembre 9 – 12 | 2,784           | Sitio web                                                       |
| 2010 | Atlanta, Georgia       | “Colaborando a través de las Fronteras”  | Sep. 28 – Oct. 2 | 2,070           | Sitio web                                                       |
| 2009 | Tucson, Arizona        | “Creando Tecnología para el Bien Social” | Sep. 30 – Oct. 3 | 1,571           | Sitio web                                                       |
| 2008 | Keystone, Colorado     | “Construimos un Mundo Mejor”             | Oct. 1 – 4       | 1,446           | Sitio web                                                       |
| 2007 | Orlando, Florida       | “Yo invento el Futuro”                   | Oct. 17 – 20     | 1,430           | Sitio web                                                       |
| 2006 | San Diego, California  | “Haciendo Olas”                          | Oct. 3 – 7       | 1,347           | Sitio web                                                       |
| 2004 | Chicago, Illinois      | “Haciendo historia”                      | Oct. 6 – 9       | 899             | Sitio web                                                       |
| 2002 | Vancouver, Canadá      | “Ubicuidad”                              | Oct. 9 – 12      | 630             |                                                                 |
| 2000 | Hyannis, Massachusetts | “Interconexiones”                        | Sep. 14 – 16     | 550             |                                                                 |
| 1997 | San José, California   |                                          | Sep. 19 – 21     | 600             |                                                                 |
| 1994 | Washington D. C.       |                                          | Junio 9 – 11     | 500             |                                                                 |